# Vexilla Regis

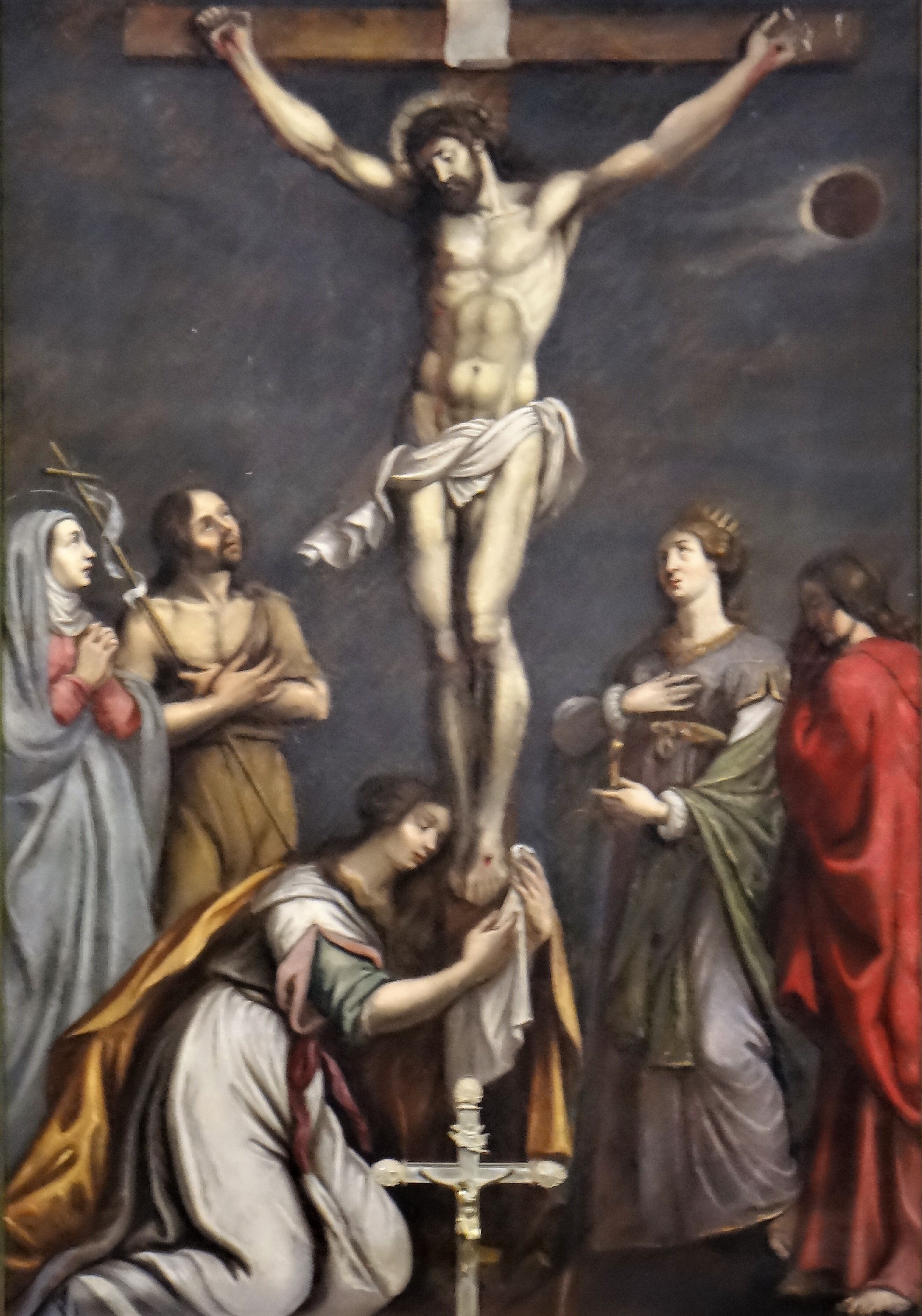
Titre : Vexilla Regis (incipit)
Genre : hymne pour la procession
(en forme d'hymne ambrosienne)
Rite : rite gallican (origine)
rite romain
rite de Durham, rite de Sarum, rite anglican (en Angleterre)
Auteur : Venance Fortunat († Poitiers 601)
Manuscrit de texte le plus ancien : entre 800 et 825
(sans doute copié à Orléans)
Révisions de texte : I. XIe siècle environ (anonyme)
II. bréviaire romain (sous Urbain VIII 1632)
Image : Cruifixion dans l'abbaye de Saint-Papoul (XVIIe siècle).

La Vexilla Regis est une hymne latine de  Venance Fortunat, le plus grand poète du VIe siècle. À l'origine, celle-ci fut une imitation de l'hymnodie ambrosienne, dont l'utilisation était réservée à la procession. Composition présumée pour l'abbaye Sainte-Croix de Poitiers, cette hymne consacrée à la Croix obtint une grande popularité auprès du rite gallican, du rite romain et du rite anglican. Or, les deux versions actuelles en sept strophes ne sont autres que celles qui furent successivement remaniées au XIe siècle et en 1632. Dans le contexte liturgique, l'hymne est encore en usage facultatif pour le Carême et les deux fêtes de la Sainte Croix.

## Texte actuel
| latin | français |
| --- | --- |
| Vexílla Regis pródeunt, Fulget Crucis mystérium : Quo carne carnis cónditor, Suspénsus est patíbulo. Quo vulnerátus ínsuper Mucróne diro lánceæ, Ut nos laváret crímine, Manávit unda et sánguine. Impléta sunt quæ cóncinit David fidéli cármine, Dicens: In natiónibus Regnávit a ligno Deus. Arbor decóra, et fúlgida, Ornáta Regis púrpura, Elécta digno stípite, Tam sancta membra tángere. Beáta, cujus bráchiis Sæcli pepéndit prétium, Statéra facta córporis, Prædámque tulit tártari. O Crux ave, spes unica, Hoc Passiónis témpore, Auge piis justítiam, Reísque dona véniam. Te summa Deus Trínitas, Colláudet omnis spíritus: Quos per Crucis mystérium Salvas, rege per sæcula. Amen. | 1. Aujourd’hui du grand Roi l’étendard va marchant, Où l’Auteur de la chair vient sa chair attachant. Aujourd’hui de la Croix resplendit le mystère, Où Dieu souffre la mort aux mortels salutaire. 2. Voilà, du flanc du Christ, étant du fer atteint, Sors le ruisseau vermeil, qui les crimes éteint : Céleste lavement des âmes converties, Mêlant de sang et d’eau ses ondes my-parties. 3. Maintenant s’accomplit aux yeux de l’Univers L’oracle que David inspira dans ses vers, Chantant ces mots sacrés sur les tons de sa lyre : L’Éternel par le bois a planté son Empire. 4. Arbre noble et trophée illustre et glorieux, Orné du vêtement du Roi victorieux : Plante du Ciel chérie, et des anges chantée, Pour toucher de sa chair la dépouille sacrée. 5. Tige trois fois heureuse dont le chef exalté, Soutient le juste prix du monde racheté, Et balance le corps qui mort, ses bras déploie Pour ravir aux enfers leur rapine et leur proie. 6. Je te salue, ô Croix, seul espoir des vivants ! En ces jours douloureux de larmes s’abreuvant, Augmente aux cœurs des bons l’immortelle justice, Et pardonne aux pécheurs leur mortelle malice. 7. Ainsi puisse ton nom en mérite infini, Suprême Trinité ! sans fin être béni, Et ceux que, par la Croix tu délivres de crainte, Triompher à jamais sous ta bannière sainte. Amen. |

Cette version a été retenue par le Corpus antiphonalium officii, répertoire critique du répertoire grégorien primitif, établi par Dom René-Jean Hesbert, entre 1960 et 1970 à partir de l'étude de quelque huit cents manuscrits (CAO n° 8410, tome 4). Sur les douze témoins retenus comme les plus représentatifs de l'état primitif du répertoire, seuls trois témoins l'attestent sous la forme éditée. Elle a été retenue pour l'édition typique du bréviaire romain. Tomás Luis de Victoria, prêtre de la congrégation de l'Oratoire, l'a également retenue sous cette forme en 1581. .
L'université de Waterloo ressemble plusieurs variations parmi de nombreuses manuscrits . En dehors du temps de la Passion, la formule Hoc Passionis tempore (strophe VI, verset 2) était souvent remplacée par d'autres expression plus adéquates.
Pour une autre traduction, voir aussi celle de Michel de Marolles publiée en 1651 avec une variante latine [lire en ligne].

## Partition

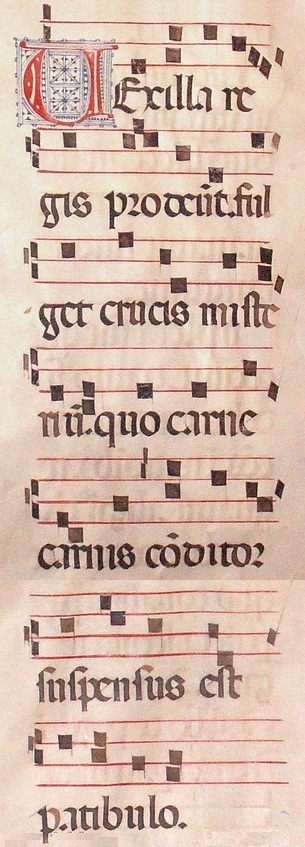
Un manuscrit italien inconnu (vers 1410 ?).

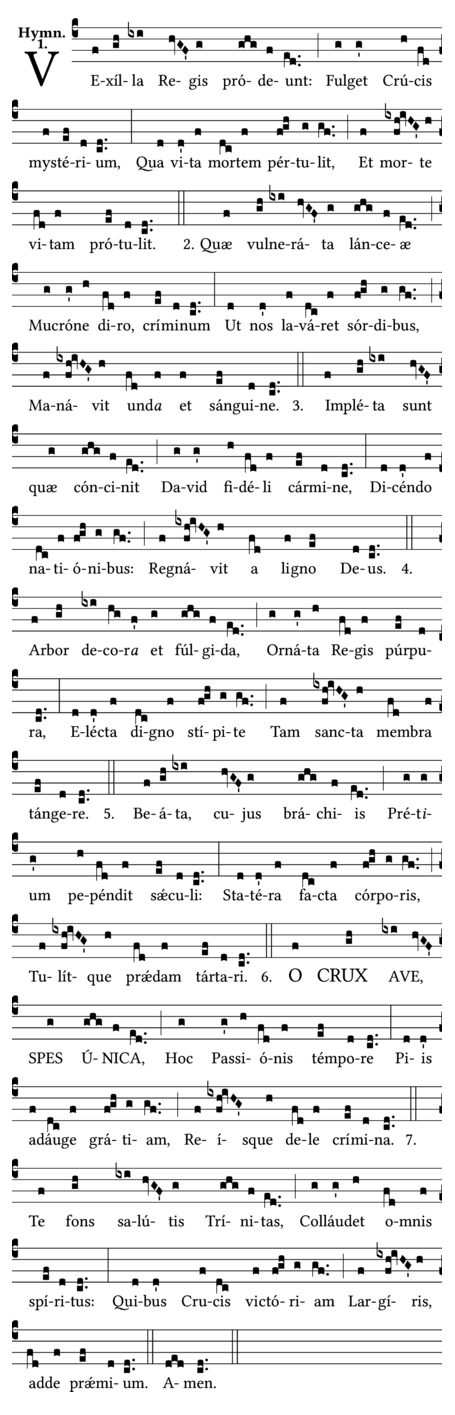
Le texte est officiel depuis 1632. Voir aussi le commentaire théologique et la traduction par le vicaire S.-G. Pimont.

## Version originelle
Le texte attribué à Venance Fortunat se composait de huit strophes, car il s'agissait d'une imitation de l'hymne ambrosienne. L'œuvre était composée en ïambes dimètres. Voici le texte critique restitué à la base des manuscrits copiés avant le Xe siècle. Ce texte selon Frederick Leo, publié en 1881, reste fiable , :

## Histoire

### Origine et Auteur

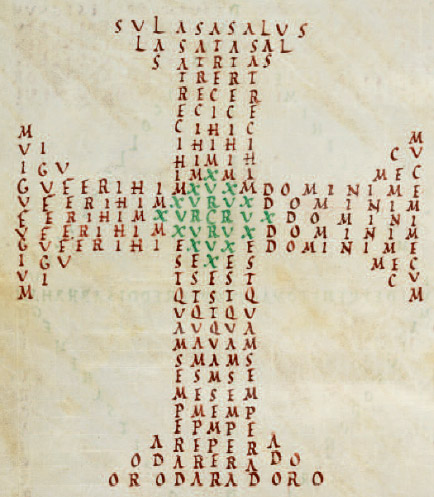
1. Un calligramme de Venance Fortunat, Carminum spuriorum appendix II, en forme de la croix. Le prêtre composa plusieurs hymnes consacrées à la croix.

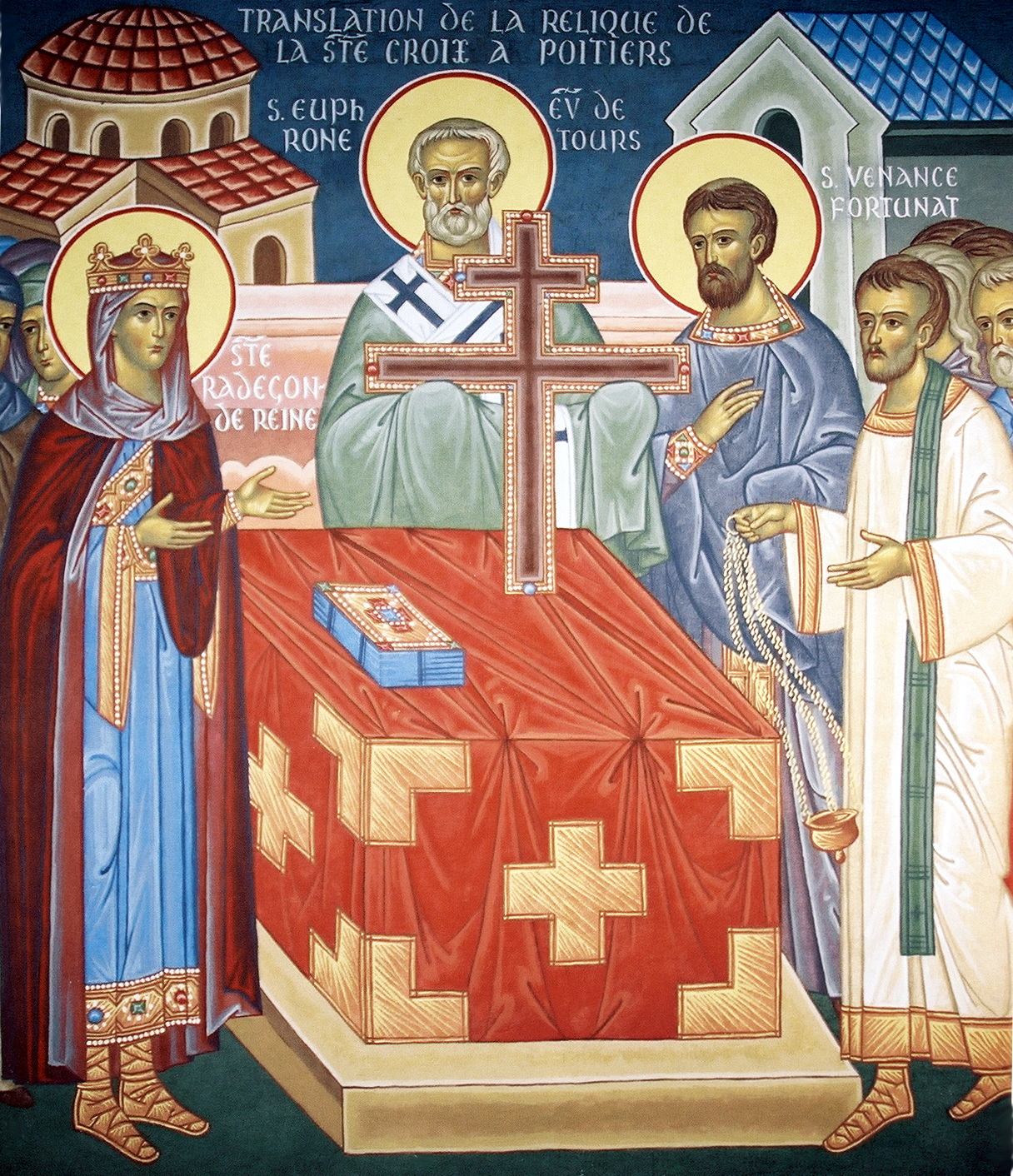
4. Translation de la relique de la Sainte Croix à Poitiers avec trois saints (fresque du monastère Saint-Antoine-le-Grand à Saint-Laurent-en-Royans) ;
Saint Grégoire de Tours mentionnait sainte Radegonde (à gauche) et saint Euphrône de Tours (au centre), mais contrairement à ce que la tradition et ce tableau manifestent, aucun manuscrit ancien ne mentionnait saint Venance Fortunat (à droite).

Origine très ancienne, mais cette hymne bénéficie, pour ses études, de nombreux manuscrits assez sûrs, copiés au Moyen Âge. S'il n'existe pas le manuscrit autographe authentique, la plupart des chercheurs affectent sans hésitation l'auteur à Venance Fortunat († 601), finalement évêque de Poitiers à partir de 597. Plusieurs indices favorisent en effet cette attribution.
1. Grâce à son intelligence exceptionnelle[fl 2], il laissa un grand nombre d'écritures de qualité. Notamment, la Vexilla Regis s'accompagnait, dans les manuscrits, d'une autre hymne, prototype de Pange lingua qui assure la même qualité et la même datation de composition. D'où, en 1961, Joseph Szövérffy, spécialiste des hymnes médiévales, classait ce prêtre comme le plus important poète du VIe siècle[8]
2. L'hymne Vexilla Regis fut, à l'origine, composée comme hymne ambrosienne[as 1]. Originaire de Valdobbiadene, l'évêque de Poitiers était capable de maîtriser cette tradition pour sa composition.
3. De surcroît, il est certain que Venance Fortunat était lié à l'abbaye Sainte-Croix de Poitiers. Cette dernière adoptait la règle de saint Césaire selon laquelle une liste des hymnes chantées présentait treize pièces, parmi lesquelles trois hymnes composées au IVe siècle par saint Ambroise de Milan lui-même : Æterne rerum conditor, Jam surgit hora tertia et Deus creator omnium[as 2]. Si le poète composa sa propre hymne ambrosienne en faveur de ce monastère, comme la tradition disait, c'était parce que cette forme était adaptée à sa pratique des offices.
4. Un motif hypothétique devint légende qui est diffusée jusqu'ici. Le livre IX, chapitre 40 de l’Histoire des Francs avait été rédigé par Grégoire de Tours († 594) [9]. Il s'agissait de l'installation de précieuses reliques, y compris un morceau de la Vraie Croix, dans ladicte abbaye, d'après la dévotion de sainte Radegonde de Poitiers. On considère que cette écriture est très fiable[N 1],[jl 1]. Comme l'évêque de Poitiers, Marovée, avait refusé cette célébration, Euphrône de Tours, cousin de Grégoire et évêque de Tours, effectua cette mission en faveur de ce monastère féminin. Saint Grégoire de Tours écrivit : « il transporta les saintes reliques dans le monastère avec des chants solennels (cum grandi psallentium[N 2]) ». Il faut remarquer que l'historien ne mentionnait ni Vexilla Regis ni Venance Fortunat alors qu'il citait avec amitié ce dernier, sept fois, dans son œuvre[10]. L'attribution pour cet événement reste, manque de manuscrit, hypothèse. Ainsi, l'étude de Marc Reydellet de 1997, très détaillée, ne pouvait pas l'identifier[10].
5. Il existe une autre source importante de cette époque-là. Il s'agit de la dite Vita sanctæ Radegundis, biographie rédigée après le décès de cette sainte. Le Liber primus (I) est attribué à Venance Fortunat  alors que le Liber secundus (II) est une addition effectuée par Baudonivie, moniale de l'abbaye Sainte-Croix [11]. Il est vraisemblable que l'œuvre fut complétée vers 610[jl 2]. En ce qui concerne cette hymne et la Vraie Croix, le livre I ne mentionnait rien[jl 3]. Le texte original de la partie de Baudonivie fut perdu et ceux qui demeurent fiables sont des manuscrits du XIIIe siècle. Or, le chapitre 18 de livre II, consacré à la translation de la Vraie Croix, gardait le silence total sur la liturgie [jl 4]. L'attribution n'est autre qu'une ajoute tardive[12].
6. Certes, cela n'est pas un dossier de cette époque-là. Mais un manuscrit de Vexilla Regis, qui fut copié au milieu du IXe siècle et se conserve à la Bibliothèque apostolique vaticane (cote Reginæ latin 329), contient la préface (Præfatio) de l'auteur. Le livre était dédié à saint Grégoire le Grand († 604), contemporain de Fortunat  : « ET EDUCTO GREGORIO PAPÆ FORTUNATUS »[fl 3].

En résumé, ces indices présentent que l'auteur de Vexilla Regis était tout à fait Venance Fortunat. Et sans doute, l'hymne était-elle en usage à l'abbaye que sainte Radegonde avait fondée à Poitiers. Il n'est cependant pas certain qu'elle ait été composée en faveur de l'installation de la Vraie Croix, octroyée par Justin II,.

### Manuscrits les plus anciens
D'après l'étude de Frederick Leo publiée en 1881, le manuscrit le plus ancien qui contenait l'hymne Vexilla Regis est celui qui était conservé à Saint-Pétersbourg, manuscrit Petropolitanus F. XIV 1, olim Corbeiensis, daté du VIIIe siècle. Le manuscrit du Vatican, ci-dessus, fut copié au milieu du IXe siècle,. Alors que l'on ignore l'existence actuelle du premier, celui du Vatican est de nos jours disponible en ligne .
Un autre manuscrit important date entre 800 et 825. Il s'agit du manuscrit Add. 24193 de la British Library qui contient les Carmina (poèmes) de Fortunat, dans lesquels la pièce était intitulée Hymnus in honore Saincte Crucis . D'ailleurs, l'origine de ce manuscrit est présumée à Orléans ou alentour, sans doute un scriptorium.
Il est à remarquer que ces deux derniers mentionnaient, en admettant que cela fût effectuée deux cents ans après son décès, le nom de Venance Fortunat sur le folio 6v  et le 6r .

### Adoption dans l'hymnaire
Liturgie locale, cette hymne ne se trouve pas dans l'ancien hymnaire copié en Gaule au VIe siècle mentionné ci-dessus.
C'est son adoption par la liturgie monastique de la réforme de Benoît d'Aniane au IXe siècle qui assura la large diffusion de l'hymne  qu'on lui connu par la suite. Le livre le plus ancien qui contenait cette hymne est celui de Monza, copié à la fin de ce siècle,. Les manuscrits postérieurs ont sont, par la force des choses, extrêmement nombreux. James Mearns en comptait, en 1913, quatre-vingt-cinq copiés avant 1100 et conservés en Angleterre, en France, en Italie, en Allemagne et en Espagne, dont seize avant l'an mil. Ce nombre est bien inférieur à la réalité, mais ce détail a peu d'importance. La plupart de ces manuscrits conservaient encore la version en huit strophes.

### Dans d'autres rites
Le premier usage de Vexlla Regis en Angleterre fut établi avec cet hymnaire dans lequel l'hymne se trouvait toujours. Or, l'utilisation était limitée auprès des monastères pour l'office. Un seul manuscrit conservé à la British Library (vers 1030) présente un usage particulier, pour l'adoration de la Croix (In honore Sancti Crucis). D'ailleurs, le manuscrit A. iv. 19 utilisé à Chester-le-Street témoignait une addition de cette hymne effectuée par un scribe au Xe siècle  (au début),. Il s'agit d'un manuscrit très important, témoin du rite de Durham qui était une fusion du rite romain et du rite gallican. À la suite de l'installation de Guillaume le Conquérant en Angleterre en 1066, le rite de Sarum, une hybridation entre le rite romain pratiqué à Rouen et la liturgie locale britannique, adopta à nouveau cette hymne. Celle-ci y était chantée à partir du dimanche de la Passion et jusqu'au jeudi saint, toujours aux vêpres, donc désormais aux paroisses.
Or, on ne sait pas quand cette hymne devint officielle dans le propre rite romain, en dépit de la dédication à saint Grégoire le Grand par l'auteur. Au Vatican, la psalmodie restait habituelle au lieu de l'hymne dans l'office jusqu'au XIIe siècle tandis que l'hymne n'était autre que la liturgie locale, y compris le rite ambrosien,. Si le Vatican possède encore un autre manuscrit daté du Xe siècle  (latin 552), il semble que l'adoption ait été faite sous le pontificat d'Innocent III († 1216) ou un de ses successeurs, qui ordonna le remplacement du chant vieux-romain, chant papal, par le chant grégorien.

### Première révision de texte
L'hymne subit deux fois de remaniements importants. Avant que le pape Urbain VIII ne fasse modifier le texte officiel pour le rite romain, un grand changement de la structure fut effectué au XIe siècle environ. Désormais, celle-ci ne comptait que sept strophes tandis que disparurent la deuxième strophe et les deux dernières. Encore quelques versets furent-ils modifiés. Toutefois, cette révision se caractérisait de la composition de deux nouvelles strophes, O Crux ave et Te fons salutis. D'après S.-G. Pimont, le manuscrit le plus ancien qui contient ces deux dernières est celui de la bibliothèque nationale de France latin 743, un bréviaire issu de l'abbaye Saint-Martial de Limoges. L'attribution de l'origine à ce monastère est bien possible, car, à partir de ce XIe siècle, un mouvement culturel ayant pour but de remplacer les chants liturgique anciens, qui n'étaient considérés qu'archaïques, avec de nouvelles compositions possédant une beauté littéraire et esthétique. L'atelier de Saint-Martial était le centre de ce mouvement. Quelle que soit l'origine, le remaniement fut effectué dans le cadre d'une Nouvelle Vague.

### Après le concile de Trente
La réforme liturgique à la suite du concile de Trente conserva la pratique de l'hymne Vexilla Regis. Le bréviaire romain de Pie V, sorti en 1568, la contenait pour les vêpres du samedi précédant le dimanche de la Passion (cinquième du Carême). Le texte en usage était celui de la version traditionnelle en septe strophes  (édition de 1569 publiée à Anvers). Encore plusieurs usages se trouvent-ils dans ce bréviaire. En ce qui concerne la messe, l'hymne était chantée lors de celle du vendredi saint, à la fin de l'adoration de la Croix. Il s'agissait de la procession solennelle du Saint-Sacrement. La première publication dans le cadre de la Contre-Réforme fut tenue, de nouveau par Pie V, avec son missel romain sorti en 1570  (édition Aldus 1574). Ces usages furent essentiellement maintenus jusqu'au concile Vatican II.

### Pratique en alternance à la Renaissance
Quelques compositeurs distingués écrivirent, à la Renaissance, leurs œuvres en polyphonie. Or, la composition avait une particularité qui était pratiquée à cette époque-là. On composait cette hymne en alternance entre l'unisson (ou solo) de chantres et le chœur, par exemple la composition de Francisco Guerrero (1584) . Son contemporain Tomás Luis de Victoria aussi avait sorti son premier motet en 1581 . Toutes les deux œuvres étaient réservées au dimanche de la Passion, mais plus précisément la publication de Guerrero indique que sa pièce était réservée aux premières vêpres de ce dimanche, célébrées la veille au soir. Le texte de Guerrero n'était pas celui de la version traditionnelle, mais celui qui était révisé par les humanistes (voir ci-dessous). Très fidèle à la tradition, le prêtre Victoria, quant à lui, écrivit une autre version dans son chef-d'œuvre Officium Hebdomadæ Sanctæ, publié en 1585. Au lieu de l'unisson, sa dernière et septième strophe Te summa Deus est chantée à six voix, ce qui crée un immense effet pour cette doxologie. Il s'agit des dernières pages de ce chef-d'œuvre monumental. Par ailleurs, le compositeur avait fait imprimer son titre Vexilla Regis, More Hispano , ce qui signifie à la manière espagnole, à savoir à la base de mélodie espagnole. En ce qui concerne l'œuvre d'Anthoine de Bertrand en homophonie qui fut restituée par Henri de Villiers, le musicologue suggère que cette composition aussi peut être chantée en alternance. Il est à noter que l'on doute l'attribution d'une œuvre à Giovanni Pierluigi da Palestrina.

### Réforme d'Urbain VIII sous influence des humanistes
À la Renaissance, le pape Urbain VIII fit réviser, dans le cadre de la réforme tridentine, les hymnes qui étaient en usage dans le rite romain. Le Breviarium romanum paru en 1632 contenait une réforme drastique de la latinité des hymnes latines anciennes, corrigées selon les principes de la latinité néo-classique du temps. Les humanistes réécrivirent ainsi la plupart des hymnes du bréviaire, pensant en améliorer la prosodie. Ce faisant, ils ne tenaient pas compte des évolutions de la métrique latine médiévale qui privilégiait l'accentuation au détriment de la quantité syllabique.
Les modifications y étaient nombreuses. Cette version se distingue facilement par sa septième strophe en tant que doxologie, Te fons salutis Trinitas. En réalité, il s'agissait d'une nouvelle strophe, qui avait composée au XIe siècle environ avec la strophe O Crux ave. Elles avaient remplacé les deux dernières strophes originelles, qui devaient disparaître. On comprend que ceux-ci qui étaient chargés de remanier le texte préférassent ces strophes tardivement composées, plus contemporaines, à la version primitive. 
- Breviarium Romanum ex decreto Sacros Conc. Trid. Restitutum PII V Pont Max iussu editum & Clementis VIII Primum, nunc denuo Urbani PP VIII auctoritate recognitum, Rome 1632, p. 366 : [lire en ligne]

Dorénavant, ce texte devint, auprès de l'Église catholique, une référence avec le texte traditionnel.

### Usage divisé en France
En France, la Révolution affecta l'usage de cette hymne, explicitement en raison du mot Regis. Dorénavant, certains fidèles ne chantaient ni la Vexilla Regis ni l'antienne Salve Regina. D'autres exécutaient la Vexilla Regis, même en dehors de la liturgie, par exemple durant la guerre de Vendée en tant qu'hymne de reconnaissance et d'encouragement.
Or, une fois le culte restauré, Dom Prosper Guéranger, qui était occupé de la restitution correcte de la liturgie, présentait et recommandait cette hymne, pendant la semaine sainte, au moment de la prière de soir .

### Versions anglaises
Outre-Manche, l'usage des hymnes en latin avait été écarté par les calvinistes. Avec le mouvement d'Oxford, le prêtre John Henry Newman, encore anglican et futur cardinal, fit rétablir les hymnes latines auprès de l'église anglicane. Dans les Hymni Ecclesiæ qu'il publia en 1838, la Vexilla Regis était réservée aux vêpres du dimanche de la Passion , tout comme le rite romain. C'était la version traditionnelle, et non celle d'Urbain VIII. Si la traduction en anglais remonte en 1615, celles qui furent effectuées au XIXe siècle étaient si nombreuses que la pratique devint un phénomène. En 1892, John Julian comptait trente-sept traductions et paraphrases. Or, l'usage semblait facultatif.

### Composition musicale à l'époque de la musique romantique
Pratiquée toujours en monodie, l'hymne manque de composition en polyphonie dans ces derniers siècles. Néanmoins, on compte quatre grands compositeurs catholiques dans le répertoire de la musique classique. Il s'agissait d'abord de Niccolò Antonio Zingarelli dont l'œuvre était réservée à l'usage dans la liturgie, y compris sans doute à la chapelle du Vatican. Charles Gounod, Anton Bruckner et Giacomo Puccini aussi laissèrent leurs compositions. Or, au XIXe siècle où un grand nombre de motets religieux furent composés, le texte n'intéressa pas la plupart des musiciens.
Il faut mentionner, au XIXème siècle, le projet très ambitieux, d’une véritable "palingénésie" de la musique religieuse du rite catholique romain, entrepris par Franz Liszt (compositeur catholique par excellence).

### Réforme liturgique de Pie X
La réforme de saint pape Pie X était remarquée par sa centralisation de la liturgie par le chant grégorien, selon laquelle l'Édition Vaticane était dorénavant obligatoire dans toutes les églises catholiques. D'abord en 1908, Dom Joseph Pothier, président de la commission, fit sortir son graduel romanum qui adoptait la version quo carne (voir Paroles). Il s'agissait d'une publication à la base du Liber gradualis de Solesmes selon les manuscrits les plus anciens, que Dom Pothier avait éditée et fait publier en 1883. Le texte sera qualifié plus tard par Dom René-Jean Hesbert comme hymne grégorienne authentique dans son catalogue Corpus antiphonalium officii. Or, avant sa démission, il fit publier l’antiphonale romanum en 1912, avec un autre texte. Cette fois-ci, l'Édition Vaticane adoptait le texte d'Urbain VIII. En fait, l'Édition Vaticane décida simplement de conserver ce que ce prédécesseur avait fixé en 1632 en faveur de la solennité des vêpres du dimanche de la Passion.
Aussi pour le rite romain, ces versions furent-elles officielles, toutes les deux, jusqu'au concile Vatican II. En d'autres termes, la version traditionnelle était réservée à la messe alors que la version tridentine était destinée à l'office.

### Après le concile Vatican II
Même après le concile Vatican II, l'hésitation reste encore. En 1983, l'abbaye de Solesmes sortit son nouveau Liber hymnarius en édition critique. Dans ce livre, la version quo carne (p. 58) et la version qua vita (p. 60) sont respectivement adoptées.
Mais, l'Antiphonarium Romanum t.II de 2009, p. 173 en vigueur à ce jour, revient à la version quo carne.
Manque d'usage après ce concile, peu d'hymnaires contiennent cette hymne, surtout dans la publication des diocèses catholiques américains en anglais.

## Usage liturgique
L'utilisation de cette hymne variait, selon l'époque, la région ou le rite. Tradition très ancienne, elle n'avait pas de critères fixés.
- Carême

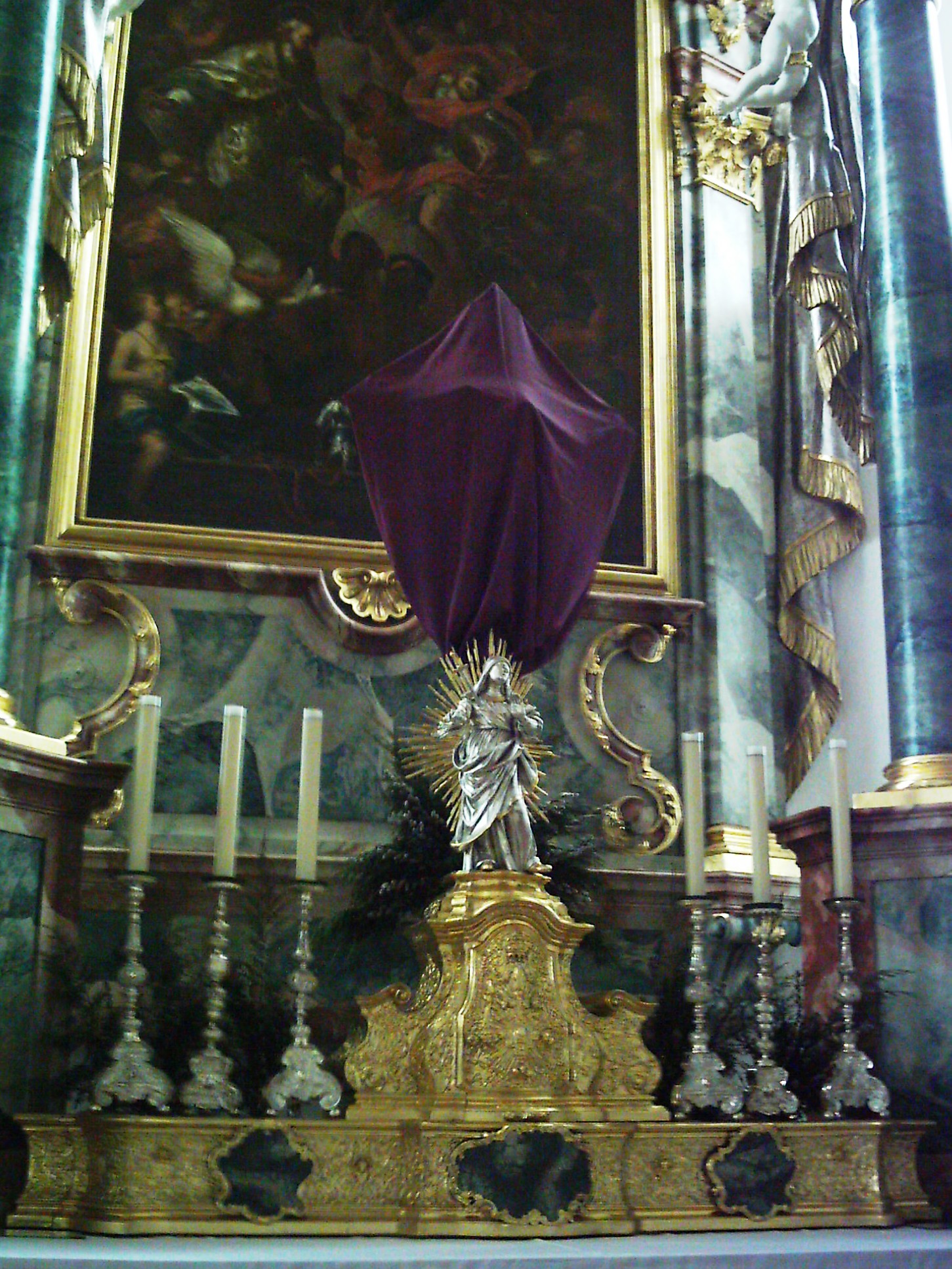
L'un des usages les plus importants de cette hymne était ce qui était réservé au dimanche de la Passion (cinquième dimanche du Carême), notamment pour ses vêpres. Voir aussi le texte du Dimanche en paroisse d'Arras.

  - samedi soir précédant le dimanche de la Passion (premières vêpres en tant que vigile)
(bréviaire d'Urbain VIII 1632, Sabbato ante Dominicam Passionis Ad Vesperas, p. 366)
(Édition Vaticane (antiphonaire) 1912, Sabbato ante Dominicam Passionis Ad Vesperas, p. 340)
  - dimanche de la Passion[32] aux vêpres
(bréviaire d'Urbain VIII 1632, p. 372)
(Édition Vaticane (antiphonaire) 1912, p. 348)
  - lundi et samedi de cette semaine aux vêpres
(bréviaire d'Urbain VIII 1632, p. 374 et 379)
(Édition Vaticane (antiphonaire) 1912, p. 349 et 353)
- semaine sainte
  - toutes les vêpres à partir du samedi avant le dimanche de la Passion jusqu'au jeudi saint[jj 2]
  - durant semaine sainte (temps de la Passion du Christ)[5],[32]
  - procession de la semaine sainte[33]
  - dimanche des Rameaux[32] aux vêpres
(bréviaire d'Urbain VIII 1632, p. 385)
(Édition Vaticane (antiphonaire) 1912, p. 357)
  - lundi saint[32]
  - mardi saint[32]
  - mercredi saint[32]
  - jeudi saint[32]
  - vendredi saint[32]
(missel romain de Pie V 1570, in Parasceve)
(Édition Vaticane (graduel) 1908, in Parasceve, p. 191)
  - samedi saint[32]
- tout le temps pascal[5]
- fête de la Croix
  - Invention de la Sainte Croix (le 2 mai, premières vêpres en tant que vigile du 3 mai)[32],[5]
(bréviaire d'Urbain VIII 1632, Ad Vesperis, p. 860)
(Édition Vaticane (antiphonaire) 1912, In Inventione Sanctæ Crucis In I. Vesperis Hymnus, p. 588 - 590 ;
Post Tempus Paschale : strophe VI. O Crux ave spes unica, In hac triumphi gloria en version tridentine)
  - Exaltation de la Sainte Croix (le 14 septembre)[32],[5]
(braviaire d'Urbain VIII 1632, Ad Vesperas, p. 1029)
(Édition Vaticane (antiphonaire) 1912, In Exaltatione Sanctæ Crucis, p. 709 ;
strophe VI. O Crux ave spes unica, In hac triumphi gloria en version tridentine)
- toute l'année, avec le verset O Crux ave spes unica, Gentis redemptæ gloria[5]
- hymne[32]
- prière de soir[27]

De nos jours, peu de documents en ligne présentent l'usage actuel. Le Calendarium Concilii Vaticani II ne contient pas cette hymne. Si l'on souhaite garder la tradition du rite romain, il s'agirait de la procession du vendredi saint, des deux fêtes de la Sainte Croix ainsi que des vêpres précédant le dimanche de la Passion (en version tridentine), qui étaient la pratique obligatoire avant le concile Vatican II.

## Thèmes

### La Croix commevexillum

Vexillum de l'Empire romain.

Le premier vers, qui donne son titre à l'ensemble, parle de Vexilla regis, ce qu'on traduit généralement par bannières ou étendards du Roi. Mais le vexillum romain, plus qu'un drapeau, correspond à l'objet entier en trois dimensions incluant ses supports et décorations, notamment l'aigle qui surmonte les étendards des légions. Le poème compare ainsi la Croix et le Christ qui y est cloué à un vexillum romain. Le sang coulant des blessures du Christ tel un ruisseau imbibe le bois et ses vêtements qui prennent une couleur rouge comparable à la pourpre impériale romaine et à celle de ses bannières.
Josse Clichtove explique que les vexilla du Christ sont non seulement la Croix mais les autres instruments de sa Passion (par exemple la Lance). Cela expliquerait le pluriel de vexilla. Johann Wilhelm Kayser pense plutôt que les vexilla font référence aux vraies bannières surmontées de croix utilisées par les Romains après Constantin, et probablement aux croix utilisées lors de la procession pour laquelle le poème a été rédigé.

### La Croix comme arbre de vie

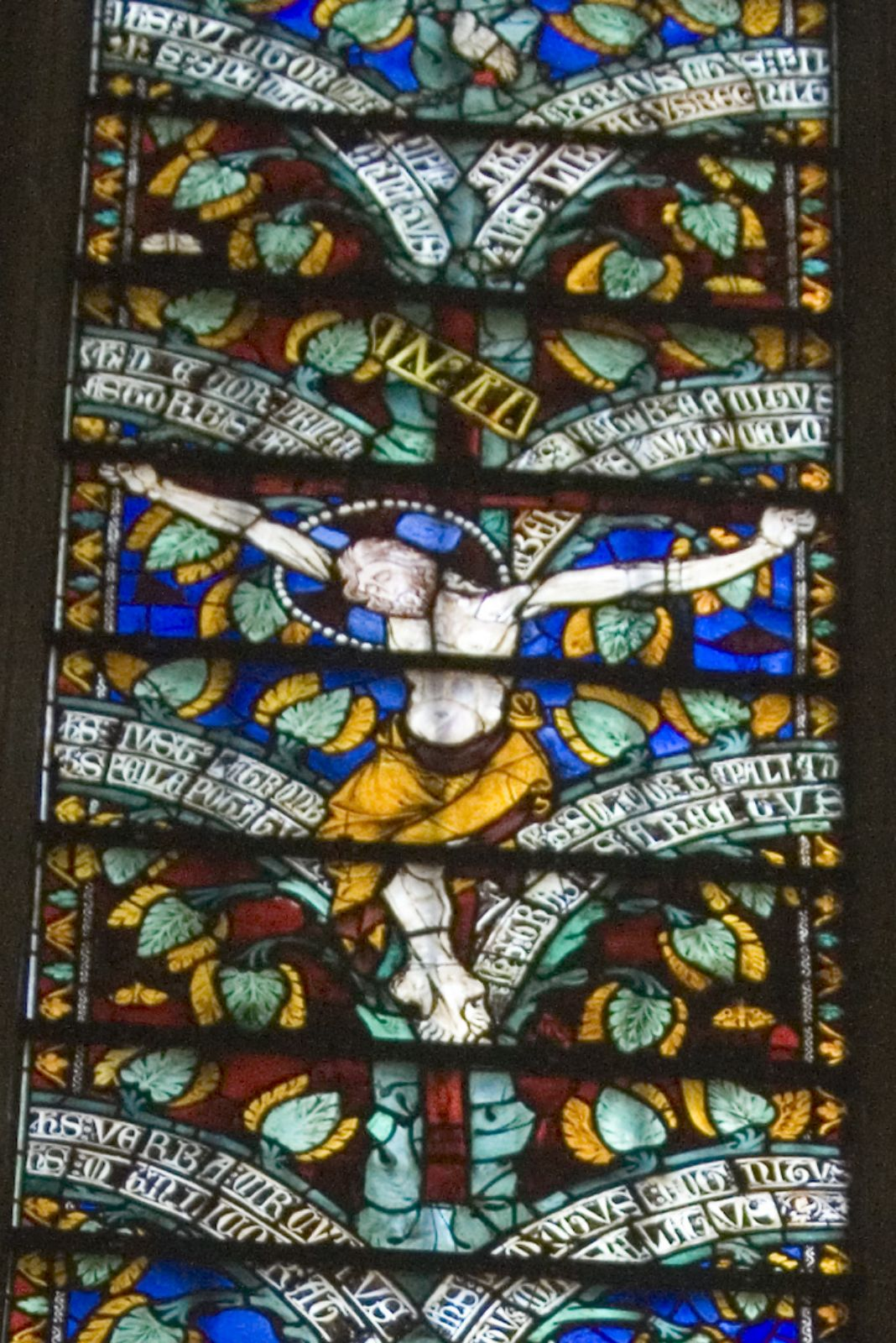
Détail d'un vitrail à la basilique Saint-Nazaire de Carcassonne : Jésus crucifié sur l'Arbre de vie

Le poème assimile beaucoup plus clairement la Croix à un arbre, sous-entendu à l'Arbre de vie. C'est un thème ancien de la théologie chrétienne. Des légendes apocryphes prétendent même que la croix de la Crucifixion est matériellement faite du bois de l'arbre de vie biblique.
La Croix est en bois, plantée dans le sol, et c'est par le bois que « Dieu a planté son empire ». La forme même de la croix évoque une tige d'où sortent trois branches. L'arbre-croix aurait été "élu" par les cieux, seul digne de soutenir le corps du Christ. Cela indique qu'il ne s'agit pas d'un arbre ordinaire mais sacré. La version révisée des paroles renforce encore l'association à l'arbre de vie, en faisant de la Croix elle-même une source de résurrection et de vie éternelle (Qua vita mortem pertulit / Et morte vitam protulit).

## Reprises et influences dans l'histoire de l'art

### Littérature
- Dante Alighieri y fit référence dans la Divine Comédie (Enfer) : Virgile introduit Lucifer avec les mots latins Vexilla Regis prodeunt inferni  (chant trente-quatrième).
- Dans le Portrait de l'artiste en jeune homme de James Joyce, le personnage de Stephen l'aborde au chapitre V dans le cadre d'une discussion sur la théorie esthétique (en) .
- L'hymne latine a été adaptée en français par le frère dominicain André Gouzes.

### Inscriptions et arts graphiques
- La salutation chrétienne ‘O Crux ave, spes unica’ (ou des variantes comme Spes Unica ou Ave Crux, spes unica) se trouve fréquemment inscrite sur des croix et calvaires publics. Ainsi à Bannoncourt, Chailly-lès-Ennery, Ennery, Hendaye, Louhossoa, Lemud, Raon-l'Étape, la croix de l'Évangile à Paris et d’autres. On la trouve également sur de nombreuses sépultures, notamment au cimetière du Père-Lachaise.
- L'artiste britannique David Jones a nommé Vexilla Regis une peinture aux couleurs ternes représentant un grand arbre majestueux entouré de plusieurs autres arbres ainsi que de buissons de roses, d'animaux et d'une colonne surmontée d'une aigle romaine visiblement sculptée à partir d'un tronc. On distingue en arrière-plan un temple romain et un cercle de pierres mégalithique évoquant Stonehenge, ainsi que quelques colonnes ruinées. Comme dans l'hymne, l'arbre central représente la Croix du Christ. À gauche, un arbre plus petit abritant un nid de pélican, symbole de charité, représente la croix du bon larron, et à droite l'arbre mort et sculpté pour former une colonne triomphale romaine représente celle du mauvais larron[35].

### Mise en musique

#### À la Renaissance
- Guillaume Dufay (vers 1400 - † 1474) : hymne à 3 voix pour la semaine sainte[36]
- Roland de Lassus (vers 1532 - † 1594) : motet à 4 voix[37]
- Antoine de Bertrand (vers 1540 - † vers 1581) : hymne (1582)[38] [partition en ligne]
- Tomás Luis de Victoria (1548 - † 1611) : 
  - hymne à 4 voix (1581)[39] [partition en ligne]
  - pièce finale à 6 voix pour le Samedi Saint, dans l’Officium Hebdomadæ Sanctæ, intitulé more hispano (1585)[40] [partition en ligne]
- Pierre de La Rue (vers 1460 - † 1518) : motet à 4 voix, dans le manuscrit 228 de la bibliothèque royale de Belgique[41]
- Francisco Guerrero (1528 - † 1599) : hymne à 4 voix (1584)[42] [partition en ligne]

#### Musique baroque
- Juan García de Salazar (1639 - † 1710) : hymne religieuse à 4 voix, dans le recueil de la cathédrale de Zamora[43]
- Francesco Durante (1684 - † 1755) : hymne pour chœur à 4 voix et instruments[44]

#### Musique classique
- Niccolò Antonio Zingarelli (1752 - † 1837) : hymne pour 2 ténors, basse et basse continue[45]
- Charles Gounod (1818 - † 1893) : hymne à 4 voix avec orgue (1873)[46] [partition en ligne]
- Anton Bruckner (1824 - † 1896) : motet pour chœur à 4 voix, WAB 51 (1892)[47] [partition en ligne]
- Giacomo Puccini (1858 - † 1924) : hymne de procession pour la semaine sainte[33]

#### Musique contemporaine
- François Vercken (1928 - † 2005) : œuvre à 6 voix (1994)[48]

#### Œuvre instrumentale
- Franz Liszt (1811 - † 1886) : œuvre pour piano, LW A226 (S185, R70) (1864), et version d'orchestre (LW G30)[49]
- Henri Dallier (1849 - † 1934) : Offertoire sur Vexilla regis pour orgue[50] [manuscrit en ligne]
- André Fleury (1903 - † 1995) :  Choral sur Vexilla regis pour orgue[51]

#### Attribution incertaine
- Giovanni Pierluigi da Palestrina[21]

### Notices
- Académie de chant grégorien : deux variantes avec traduction

### Listes
- Université de Waterloo : liste de manuscrits
- James Mearns, Early Latin hymnaries ; an Index of hymns in Hymnaries before 1100, Cambridge University Press, Cambridge 1913 [lire en ligne]

1. 1 2  p. 90, I K = manuscrit XC (85) de la biblioteca capitolare (Vérone), issu de Monza, fin du IXe siècle (entre 875 et 900).